# 彈電子琴的貓
彈電子琴的貓（英語：Keyboard Cat，以下簡稱彈琴貓）是一个網路迷因，源自於一隻名叫“Fatso”（名字意思：胖子）的雌貓穿著藍色T恤在電子琴上"彈奏"著音樂的影片。該影片拍攝於1984年。
這個迷因的表現手法是在人物做出失敗行為之後接續彈琴貓的影片，藉此達到畫龍點睛的效果。

## 爆紅
查理·施密特在1984年就已經拍攝了彈琴貓的影片，影片中名叫Fatso的貓已在1987年過世。2007年6月7日，施密特將影片以“查理·施密特的酷貓”為標題發布在YouTube上。後來將標題改為“查利·施密特的彈琴貓”。
讓彈琴貓爆紅的影片名為"Play Him Off, Keyboard Cat"(原影片已被Youtube下架，但已有人重新上傳)，影片概要是坐著輪椅的男子從手扶梯上掉下來，隨後接著彈琴貓彈奏著電子琴。影片由布拉德·奧法雷爾創作，他已向施密特取得使用原影片的使用權利。

## 迷因的使用
彈琴貓迷因在電視節目上出現過多次。比如2009年的MTV影視大獎中，安迪·山伯格在開場白中開玩笑地建議若獲獎者謝詞太長，將會彈琴貓趕下台。
電玩遊戲裡有時也會出現這個迷因。任天堂DS的遊戲“塗鴉冒險家”裡，玩家可以召喚許多東西幫助破解拼圖，彈琴貓便是數個可召喚的網路迷因之一。在Xbox Live Arcade的“蚯蚓吉姆”重製版當中新增的王取材於彈琴貓。
彈琴貓曾出現在電視影集Hawaii Five-0 第6季22集。
彈琴貓迷因與其他迷因相互揉合。比如8-bit風格的彈琴貓。
網路服飾供應商Threadless根據"Three Wolf Moon"的圖片設計推出了彈琴貓的款式，並成了該公司最受歡迎、供不應求的T恤之一。這件T恤曾在PlayStation 3 Slim發布的電視廣告出現過。
G4TV的節目"Attack of the Show(AOTS)"舉辦過一次彈琴貓的創作比賽，讓觀眾創作彈琴貓相關的藝術作品，最後收到了超過100件來自觀眾的作品。最佳的數個作品被贈予慈善機構Kitten Rescue(小貓救援)於eBay上拍賣。
2011年4月1日，YouTube發布了"Top 5 Viral Pictures of 1911"(1911年的前五大超夯圖片)的影片，其中標題"Flugelhorn Feline"的片段中使用了彈琴貓迷因。
在一些影片中，使用了其他的音樂取代了彈琴貓演奏的樂曲。比如使用Serial(一個著名的podcast)的主題曲替換原曲。

## 訴訟
2011年6月21日，施密特在西雅圖聯邦法院對網路服飾製造商Threadless提起訴訟，因為他們設計的"Three Keyboard Cat Moon"款式的T恤侵犯版權。Threadless反駁施密特的版權聲明從2010年9月22日才生效，而當時T恤早已生產超過一年，且當施密特要求大家提交影片作為給Fatso的供品時，就已經失去了版權。截至2013年5月，該訴訟已解決。
2013年5月，施密特和彩虹貓的創作人克里斯托弗·托雷斯一起控告華納兄弟和5th Cell(遊戲開發公司)在遊戲Scribblenauts中使用他們創作的角色，侵犯版權和侵權商標權。托雷斯和施密特都已經在其角色上註冊了版權，商標
權也在申請中。該訴訟於2013年9月結案，根據協議角色將繼續於遊戲中使用，但托雷斯和施密特可獲得酬勞。

## 資料來源
1. ↑  . （原始内容存档于2013-06-16）.
2. ↑  . YouTube. 2007-06-07  [2019-12-04]. （原始内容存档于2011-02-24）.
3. ↑  . Youtube.   [2019-12-04]. （原始内容存档于2019-04-28）.
4. ↑  Milian, Mark. . Los Angeles Times. 2009-05-15  [2009-05-17]. （原始内容存档于2009-05-18）.
5. ↑  . Offworld. 原始内容存档于2009-06-11.
6. ↑  Caoili, Eric. . Game Set Watch. 2009-06-16  [2019-12-04]. （原始内容存档于2019-12-04）.
7. ↑  Faylor, Chris. . Shacknews. 2009-08-27  [2009-08-31]. （原始内容存档于2009-08-30）.
8. ↑  Ishimoto, Moye. . G4TV. 2009-08-03  [2009-08-06]. （原始内容存档于2010-01-02）.
9. ↑  . Youtube.   [2019-12-04]. （原始内容存档于2017-08-26）.
10. ↑  . Youtube.   [2019-12-04]. （原始内容存档于2014-12-17）.